# Kunów
Kunów là một thị trấn thuộc huyện Ostrowiecki, tỉnh Świętokrzyskie ở trung tâm Ba Lan. Thị trấn có diện tích 7 km². Đến ngày 1 tháng 1 năm 2011, dân số của thị trấn là 3040 người và mật độ 419 người/km².